# Institut lékařsko-biologických problémů
Institut lékařsko-biologických problémů (IMBP, rusky Институт медико-биологических проблем, ИМБП), plným názvem Státní vědecké středisko Ruské federace – Institut lékařsko-biologických problémů RAN (rusky Государственный научный центр Российской Федерации - Институт медико-биологических проблем РАН) je vědecký ústav, začleněný do Ruské akademie věd, soustřeďující se na výzkum vlivu extrémních podmínek na lidi i jiné organizmy. Zejména se věnuje kosmické biologii a medicíně.
Hlavní oblastí činnosti institutu je lékařské zabezpečení kosmických letů – to jest výběr nevojenských kosmonautů, lékařská kontrola během letu, vývoj technických prostředků zabezpečení životních podmínek a postupů ochrany kosmonautů před negativními vlivy vesmírného prostředí, jako jsou stav beztíže a radiace, i rehabilitace posádek po návratu na zemský povrch. Dále se pracovníci institutu věnují otázkám přežití člověka v extrémních podmínkách na Zemi – v nepříznivých klimatických podmínkách, v podmořském prostředí, věnují se také sportovní medicíně.

## Historie
Institut byl založen v říjnu 1963 z iniciativy Mstislava Keldyše a Sergeje Koroljova. Podřízen byl ministerstvu zdravotnictví. Úkolem nového ústavu bylo pozvednutí kosmické medicíny na úroveň nutnou k zajištění kosmických letů. Od roku 1965 ústav organizoval výběr civilních kosmonautů v Sovětském svazu, od roku 1967 má v SSSR, resp. Rusku výhradní právo na výběr nevojenských kosmonautů. Ústav se podílel a do dnešní doby podílí na lékařském zajištění pilotovaných kosmických letů programů Sojuz, Saljut, Almaz, Mir a ISS.
Součástí výzkumu vlivu extrémních podmínek na člověka jsou kratší či delší pobyty výzkumníků v simulátorech ponorek i kosmických lodí. V průběhu let proběhlo i několik dlouhodobých experimentů. Zkoumala se v nich nejen psychologie skupiny, ale testovaly se i systémy zabezpečení životních podmínek. První z těchto akcí byl experiment TMK-1. Od listopadu 1967 do listopadu 1968 žili jeden rok v uzavřeném modulu tři výzkumníci. Cílem pokusu byl výzkum mezilidských vztahů ve skupině a zejména testování uzavřeného systému zabezpečení vzduchu a vody. V letech 1994 – 1995 proběhl 135denní experiment HUBES-1994 imitující kosmický let ve spolupráci s Evropskou kosmickou agenturou. V letech 1999 – 2000 proběhl experiment SFINCSS-99 v jehož průběhu se od června 1999 do dubna 2000 v modulech ústavu vystřídalo sedm mezinárodních posádek. Od roku 2007 v rámci projektu Mars 500 probíhají prodlužující se pobyty výzkumníků v izolaci, které vyvrcholily 520 dnů dlouhou imitací letu na Mars, zahájenou v červnu 2010.
Roku 1972 si institut po několika letech příprav založil vlastní oddíl kosmonautů. Koncem 80. let se oddíl rozrostl na deset kosmonautů. Do vesmíru se dostali dva kosmonauti IMBP. Na stanici Mir letěl Valerij Poljakov v letech 1988–1989 a znova 1994–1995. Druhý Poljakovův let trval téměř 438 dní a dodnes je nejdelším kosmickým letem. Do kosmu vzlétl ještě Boris Morukov, tentokrát na stanici ISS roku 2000 na palubě amerického raketoplánu. Oddíl zanikl koncem prosince 2010.

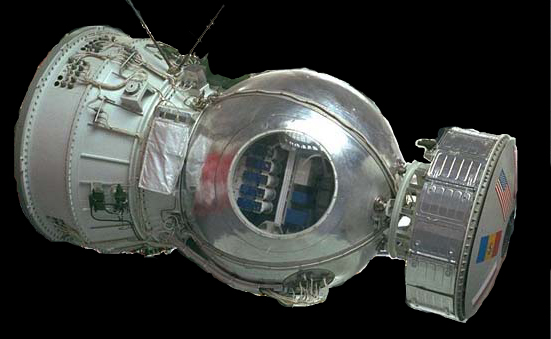
Družice Bion

Ústav organizuje lékařské a biologické výzkumy i pomocí družic – pro experimenty vědců institutu bylo určeno jedenáct biologických družic řady Bion vypuštěných v letech 1973 – 1996, IMBP byl rovněž jednou z institucí, jejichž experimenty nesly družice řady Foton-M (od roku 2002).
Od roku 1994 má IMBP status státního vědeckého centra Ruské federace, roku 2000 přešel z podřízenosti ministerstva zdravotnictví k Akademii věd. V ústavu pracuje přes 400 zaměstnanců, z nich je 46 doktorů věd a téměř 200 kandidátů věd.

## Ředitelé
- Andrej Vladimirovič Lebedinskij, 1963 – leden 1965
- Vasilij Vasiljevič Parin, 1965–1968
- Oleg Georgijevič Gazenko, 1969–1988
- Anatolij Ivanovič Grigorjev, 1988–2008 (od 2008 vědecký vedoucí institutu)
- Igor Borisovič Ušakov, 2008–2015
- Oleg Igorevič Orlov, od 2015